# نوپسرها باسالیس
نوپسرها باسالیس یک گونه سوسک از خانوادهٔ سوسک‌های شاخک‌دراز است. ویلهلم فردیناند اریکسون در سال ۱۸۴۳ آن را توصیف و بررسی کرد.این گونه در آفریقا پراکنش گسترده‌ای دارد.

## زیرگونه‌ها
- Nupserha basalis basalis (اریکسون، 1843)
- Nupserha basalis apicalis (Fahraeus، 1872)
- Nupserha basalis urundiensis Breuning، 1955
- Nupserha basalis quadripunctata Lepesme & Breuning، 1952
- Nupserha basalis rufifrons Breuning، 1981